# Ctenagenia
Ctenagenia (лат.) — род дорожных ос (Pompilidae).

## Распространение
Палеарктика. В Европе 1 вид.

## Описание
Охотятся и откладывают яйца на пауков, которых парализуют с помощью жала. Личинки эктопаразитоиды пауков. Основание усиков расположено ближе к наличнику, чем к глазку. Коготки равномерно изогнутые. Вершина средней и задней голеней помимо шпор несёт шипы разной длины. Верх задних бедер с 1-5 предвершинными короткими прижатыми шипиками.

## Классификация
- Ctenagenia ozbeki Wahis, 2002 — Афганистан, Иран, Пакистан, Турция[3]
- Ctenagenia pagliano Schmid-Egger, 2019 — Ливан[4]
- Ctenagenia vespiformis (Klug, 1834) — Кипр, Россия, Северная Африка.[5]
- Ctenagenia wahisi Schmid-Egger, 2022 — Оман[6]